# Ian Azzopardi
Ian Azzopardi (* 12. August 1982 in Żejtun) ist ein maltesischer Fußballspieler.
Ian begann das Fußballspielen beim Floriana FC, wo er ab der Saison 2000/01 im Profikader mitwirken durfte. Dort wurde er Stammspieler. Mangels Perspektive und Erfolge wechselte er im Sommer 2007 zu Sliema Wanderers. Nach drei Spielzeiten verpflichtete ihn der FC Valletta. Dort konnte er in den Spielzeiten 2010/11, 2011/12, 2013/14 und 2015/16 die maltesische Meisterschaft gewinnen. Anfang 2017 verließ er den Klub zu Gżira United. Über Senglea Athletics und Żejtun Corinthians kam er im Sommer 2019 zum FC St. Andrews.
In der Nationalmannschaft debütierte er im Jahre 2003. Bis 2009 absolvierte er insgesamt 40 Länderspiele, wobei ihm am 20. August 2008 gegen Estland in einem Freundschaftsspiel ein Treffer gelang.